# Sunyard Plaza 1
Le Sunyard Plaza 1 est un gratte-ciel en construction à Hangzhou en Chine. Il s'élèvera à 213 mètres. 